# Itame deceptrix
Itame deceptrix là một loài bướm đêm trong họ Geometridae.